# Eisstadion am Berliner Platz
Das Eisstadion am Berliner Platz war eine Eissporthalle in der bayerischen Stadt Kaufbeuren. Sie war die Heimspielstätte des Eishockeyvereins ESV Kaufbeuren. Die Anlage besaß 2600 Plätze, davon 740 Sitzplätze. Die Halle wurde am 4. Oktober 1958 eingeweiht und bekam 1969 eine Überdachung. 2020 wurde sie abgerissen.

## Lage
Die Eissporthalle lag am Berliner Platz in Kaufbeuren am Rande des Jordanparks nahe der Stadtmitte. Der Bahnhof lag ebenfalls ganz in der Nähe und war rund 300 Meter von der Halle entfernt.

## Geschichte

### Frühere Spielstätten
Nach dem Zweiten Weltkrieg trug der ESV Kaufbeuren seine Heimspiele auf einem Weiher im Jordanpark aus, später auch auf dem Kaiserweiher und in einer nicht überdachten Anlage an der Stelle des heutigen Stadions im Jordanpark. Nachdem der Club im Jahr 1956 in die Oberliga, die damals höchste Spielklasse, aufstieg, wurde ein neues Spielstätte gebaut. Es stand nahe der Jordananlagen und bot etwa 5000 bis 6000 Zuschauern Platz. 1969 wurde dann das Eisstadion am Berliner Platz eröffnet.

### Sperrung der Halle

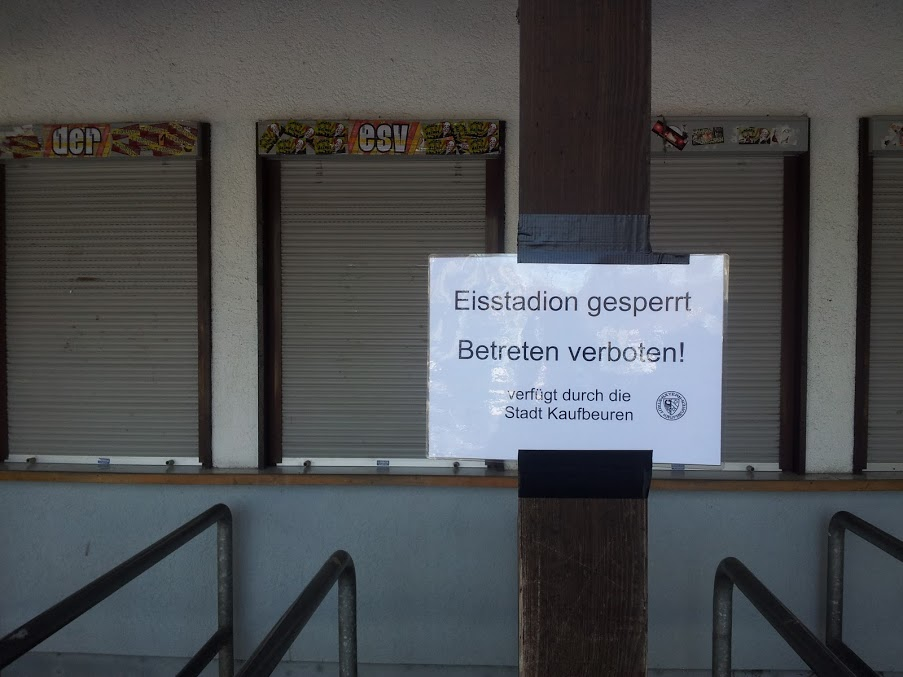
Sperrverfügung der Stadt Kaufbeuren vor den Ticketschaltern am 14. Dezember 2012

Am 14. Dezember 2012 gab die Stadt Kaufbeuren zusammen mit dem ESVK die vollständige Sperrung der Eishalle aufgrund von baustatischen Problemen bekannt. Das für den gleichen Tag geplante Spiel gegen den SC Riessersee wurde abgesagt. Spätere Heimspiele des Vereins wurden in Eisstadien der Umgebung, unter anderem in der Eissporthalle im Sportzentrum Landsberg am Lech, sowie in Füssen ausgetragen.
Die Eishalle wurde daraufhin notdürftig saniert, wodurch die Kapazität von 4600 Plätzen auf 2600 sank. So konnte die Spielstätte mit einer Sondergenehmigung bis zum Jahr 2017 weiterbetrieben werden.

### Neubau
Am 29. Juli 2014 wurde vom Kaufbeurer Stadtrat beschlossen, eine neue Eissporthalle neben dem Fußballstadion zu bauen. Da diese Investition mit ca. 22,5 Millionen Euro in der Kaufbeurer Bevölkerung umstritten war, fiel die endgültige Entscheidung erst bei einem Bürgerentscheid am 18. Januar 2015.
Der Neubau hat eine Kapazität von bis zu 3500 Zuschauern und wurde vom 6. bis zum 8. Oktober 2017 feierlich eröffnet.

### Nachnutzung
Bevor die  im Jahr 2020 abgerissen wurde, wurde das Stadion seit November 2017 als provisorisches Feuerwehrhaus der Freiwilligen Feuerwehr Kaufbeuren genutzt. Das bestehende Feuerwehrhaus wurde bis Ende 2019 durch einen größeren Neubau ersetzt. Dieser geplante Umzug der Feuerwehr ist im November 2019 erfolgt.

### Sponsoring
Im Januar 2008 erwarb die Kreis- und Stadtsparkasse Kaufbeuren die Sponsoringrechte an der Spielstätte, das fortan offiziell Sparkassen Arena hieß.